# Billie Eilish
Billie Eilish Pirate Baird O’Connell (ur. 18 grudnia 2001 w Los Angeles) – amerykańska piosenkarka muzyki pop i alternatywnej, autorka tekstów piosenek i aktywistka społeczna.
Jej kariera rozpoczęła się w 2015, kiedy stworzony przez nią i jej brata Finneasa O’Connella utwór „Ocean Eyes” zdobył popularność. W 2017 wydała swój pierwszy EP pt. Don’t Smile at Me, a także wyruszyła w trasę koncertową Don’t Smile at Me Tour. W 2019 wydała swój pierwszy album studyjny pt. When We All Fall Asleep, Where Do We Go?, z którym dotarła do pierwszego miejsca na listach przebojów w USA i Anglii, a z singlem „Bad Guy” – również m.in. na szczyt listy Billboard Hot 100. W 2020 wydała utwór „No Time to Die”, jako piosenkę oryginalną do filmu Nie czas umierać. W 2021 wydała album pt. Happier Than Ever, który zajął pierwsze miejsce na listach przebojów w 25 krajach. W 2023 wydała utwór „What Was I Made For?” na potrzeby filmu Barbie. W 2024 opublikowany został album Hit Me Hard and Soft, będący trzecim krążkiem piosenkarki.
Za swoje projekty muzyczne otrzymała: dwa Oscary, dziewięć nagród Grammy (w tym w kategorii Album roku za rok 2020), trzy Brit Awards, dwa Złote Globy, sześć MTV Video Music Awards, trzy Billboard Music Awards i cztery iHeartRadio Music Awards. Dwie wydane przez nią płyty znalazły się na pierwszym miejscu list Billboard 200, a pięć singli zostało uwzględnionych w pierwszej dziesiątce utworów listy Billboard Hot 100. Została wpisana 16 razy do Księgi rekordów Guinnessa. W styczniu 2023 znalazła się na 198. miejscu na liście 200 najlepszych piosenkarzy wszech czasów magazynu „Rolling Stone”.

## Życiorys

### 2001–2017: Wczesne życie i początek kariery

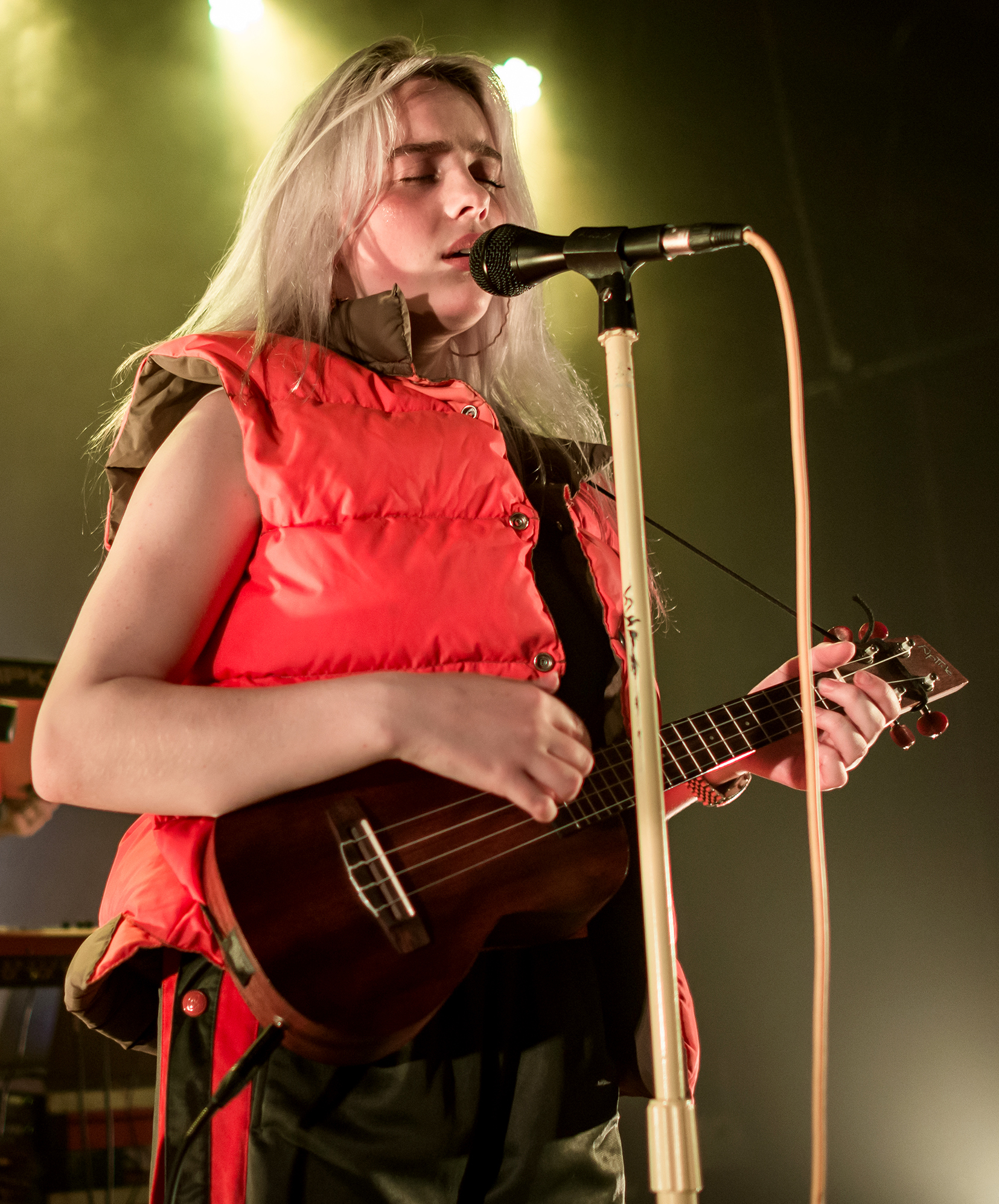
Eilish (2017)

Billie Eilish Pirate Baird O’Connell urodziła się 18 grudnia 2001 w Los Angeles, jako córka aktorki Maggie Baird oraz scenarzysty i muzyka Patricka O’Connella. Ma irlandzkie i szkockie pochodzenie. Jej starszym bratem jest Finneas O’Connell, który jest piosenkarzem oraz producentem muzycznym. W dzieciństwie pobierała edukację w domu, aby mogła skupić się na swoich pasjach oraz w związku z zespołem Tourette’a, który został u niej wykryty w młodości. W wieku sześciu lat zaczęła grać na pianinie i ukulele, a dwa lata później dołączyła do chóru Los Angeles Children’s Chorus. Pierwsze piosenki zaczęła pisać w wieku 11 lat, wzorując się na starszym bracie. Wśród swoich muzycznych idoli wymienia Justina Biebera i Lanę Del Rey oraz zespoły: The Beatles, Green Day i The 1975.
W 2015 na prośbę swojej nauczycielki tańca nagrała piosenkę „Ocean Eyes”, którą napisał jej brat Finneas. 18 listopada udostępniła utwór na platformie SoundCloud, gdzie zdobył popularność. Wówczas stworzyła kanał w serwisie YouTube, gdzie również zaczęła zdobywać rozpoznawalność. W 2016 podpisała kontrakt z wytwórnią Interscope Records, po czym wydała utwór „Ocean Eyes” jako singiel radiowy. Następnie wydała utwory: „Bellyache”, „Watch”, „COPYCAT”, „idontwannabeyouanymore” oraz „My Boy”. Wszystkie piosenki umieściła na minialbumie pt. Don’t Smile at Me, który wydany został 11 sierpnia 2017. Epka zyskała status platynowej płyty w Kanadzie, Nowej Zelandii, Australii i w Stanach Zjednoczonych oraz złotej płyty w Wielkiej Brytanii, Austrii i Danii. Dodatkowo w marcu 2017 Eilish wydała również utwór „Bored”, który nagrała na potrzeby ścieżki dźwiękowej do serialu Trzynaście powodów. 4 października 2017 rozpoczęła swoją pierwszą trasę koncertową w karierze Don’t Smile at Me Tour, która obejmowała 11 koncertów w Stanach Zjednoczonych.

### 2018–2021: When We All Fall Asleep, Where Do We Go?
W lutym 2018 wyruszyła w drugą trasę koncertową Where's My Mind Tour, która trwała do kwietnia tego roku i liczyła 27 koncertów w Europie i Ameryce Północnej. 26 kwietnia 2018 wraz z Khalidem wydała utwór „Lovely”, który został napisany na potrzeby ścieżki dźwiękowej do drugiego sezonu serialu Trzynaście powodów. Piosenka zadebiutowała na liście Billboard Hot 100, stając się pierwszym utworem z dyskografii Eilish, który znalazł się w tym zestawieniu. 20 lipca 2018 opublikowała piosenkę „You Should See Me in a Crown”, z którą również trafiła na listę przebojów w USA. W październiku wydała utwór „When the Party’s Over”, która zadebiutował na 65. miejscu listy Billboard Hot 100.

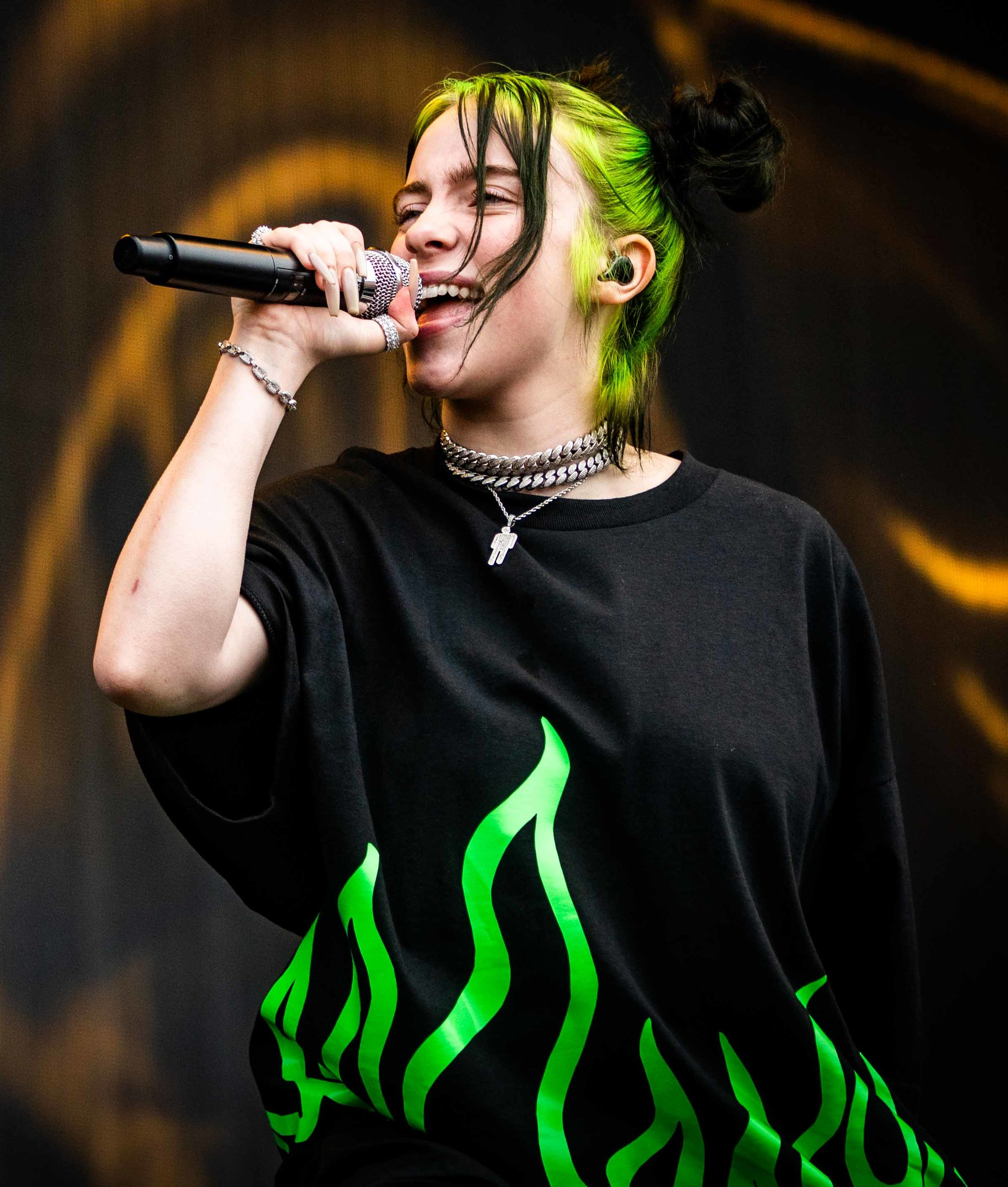
Eilish (2019)

W styczniu 2019 zapowiedziała wydanie pierwszego albumu studyjnego pt. When We All Fall Asleep, Where Do We Go?, który wydała 29 marca 2019. 11 z 12 piosenek z płyty znalazło się na liście Billboard Hot 100, na czele z utworem „Bad Guy”, który w dniu premiery stał się singlem promocyjnym i zajął siódme miejsce na liście przebojów w Stanach Zjednoczonych. Album zajął pierwsze miejsce na liście Billboard 200, a Eilish stała się wówczas pierwszą artystką urodzoną po 2000 roku oraz najmłodszą kobietą, która dotarła na szczyt amerykańskiej listy bestsellerów. Utwór „Bad Guy” zajął pierwsze miejsce na liście Billboard Hot 100, stając się pierwszą piosenką Eilish na szczycie notowania. 13 listopada 2019 opublikowała utwór „Everything I Wanted”, którym dotarła do ósmego miejsca na amerykańskiej liście przebojów.
Na przestrzeni kwietnia i listopada zagrała 66 koncertóww ramach trasy koncertowej When We All Fall Asleep Tour na terenie Europy, Oceanii i Ameryki Północnej. 27 września 2019 ogłosiła, że wyruszy w kolejną trasę koncertową Where Do We Go? World Tour, która miała obejmować 54 koncerty w Ameryce Północnej i Południowej, Europie, Azji oraz Oceanii. Trasa rozpoczęła się 9 marca 2020 i miała zakończyć się 7 września tego samego roku, jednak została przerwana 12 marca z powodu pandemii COVID-19.
Podczas 62. ceremonii wręczenia nagród Grammy otrzymała sześć nominacji, które przełożyły się na pięć statuetek, w tym cztery z najważniejszych kategorii: Nagranie roku („Bad Guy”), Piosenka roku („Bad Guy”), Album roku (When We All Fall Asleep, Where Do We Go?) i Najlepszy nowy artysta. Po zdobyciu statuetek w czterech najważniejszych kategoriach Eilish stała się najmłodszą osobą, która zdobyła je wszystkie w jednym roku. Dodatkowo w 2020 otrzymała nagrodę Brit w kategorii Najlepsza artystka solowa.
9 lutego 2020 wystąpiła podczas 92. ceremonii wręczenia Oscarów, śpiewając utwór „Yesterday” w czasie sekwencji „In Memoriam”. 13 lutego 2020 wydała piosenkę „No Time to Die”, jako oryginalny utwór do filmu Nie czas umierać, którego premiera miała odbyć się w kwietniu 2020, jednak z powodu COVID-19 została przeniesiona na 28 września 2021. 26 lutego 2021 wydała z Apple TV film dokumentalny pt. Billie Eilish: The world’s a little blurry. Produkcja filmowa w reżyserii R.J. Cutlera otrzymała pozytywne recenzje krytyków oraz cztery nominacje do Nagrody Emmy. Podczas 63. ceremonii wręczenia nagród Grammy otrzymała nagrody w kategoriach: Nagranie roku („Everything I Wanted”) oraz Najlepsza piosenka napisana dla mediów wizualnych („No Time to Die”).

### 2021–2024:Happier Than Ever
27 kwietnia 2021 poinformowała, że w lipcu 2021 wyda drugi album studyjny pt. Happier Than Ever. Album poprzedziła premierą singli: „My Future”, „Therefore I Am”, „Your Power”, „Lost Cause”, „NDA”; oraz opublikowany wraz z singlem „Happier Than Ever”. Krążek został wydany 30 lipca 2021 i osiągnął pierwsze miejsce na liście Billboard 200, a osiem piosenek znajdujących się na nim znalazło się na liście Billboard Hot 100. Album uzyskał pozytywne recenzje i znalazł się w zestawieniu najlepszych albumów 2021 roku według: BBC (14. miejsce), Billboard (8. miejsce), Consequence (26. miejsce), The Guardian (23. miejsce), NME (15. miejsce), Rolling Stone (15. miejsce) oraz Variety (3. miejsce). W 2021 Eilish otrzymała siedem nominacji do nagrody Grammy (w tym za album roku, piosenkę roku i nagranie roku), jednak nie otrzymała żadnej statuetki. Od lutego do kwietnia 2022 zagrała 88 koncertów w ramach trasy Happier Than Ever, The World Tour.
Po premierze filmu Nie czas umierać otrzymała za utwór „No Time to Die” wiele nagród i nominacji muzycznych. 9 stycznia 2022 zdobyła Złoty Glob za Najlepszą piosenkę filmową, a 13 marca odebrała nagrodę na gali Critics’ Choice Movie. 27 marca 2022 podczas 94. ceremonii wręczenia nagród Amerykańskiej Akademii Sztuki i Wiedzy Filmowej wraz z bratem Finneasem otrzymali Oscara za najlepszą piosenkę oryginalną. W momencie otrzymania statuetki stała się pierwszą osobą urodzoną po 2000 roku, która otrzymała nagrodę Amerykańskiej Akademii Filmowej.
21 lipca 2022 bez wcześniejszej promocji wydała epkę pt. Guitar Songs, która zawierała piosenki „TV” i „The 30th”. Pierwsza z nich zajęła 52. miejsce, a druga – 72. na liście Billboard Hot 100. W styczniu 2023 zajęła 198. miejsce na liście 200 najlepszych wokalistów wszech czasów magazynu Rolling Stone. 17 marca 2023 miała miejsce premiera serialu Swarm na platformie Prime Video, w którym Eilish zagrała swoją pierwszą w życiu rolę ekranową. 6 lipca ogłoszono, że Eilish stworzyła z bratem piosenkę „What Was I Made For?” na potrzeby filmu Barbie. Utwór otrzymał Oscara, Złotego Globa oraz dwie nagrody Grammy (w tym w kategorii piosenka roku).

### Od 2024:Hit Me Hard and Soft
8 kwietnia 2024 poinformowała, że 17 maja 2024 wyda swój trzeci album studyjny pt. Hit Me Hard and Soft. Album zawiera 10 utworów. Krążek zajął drugie miejsce na liście Billboard 200, a każdy z utworów na nim zawarty znalazł się na liście Billboard Hot 100. Wydawnictwo zdobyło szczyt list przebojów w około dwudziestu krajach w tym m.in: Australii, Kandzie, Polsce, Hiszpanii oraz Wielkiej Brytanii. 29 kwietnia została ogłoszona trasa koncertowa promująca album, której rozpoczęcie planowane jest na 29 września 2024, a zakończenie na 23 Listopada 2025 . 2 sierpnia 2024 Eilish pojawiła się gościnnie w remiksie utworu Guess autorstwa Charli XCX. 11 sierpnia 2024 wykonała utwór „Birds of a Feather” w trakcie ceremonii zamknięcia Letnich Igrzysk Olimpijskich. Album dostał 6 nominacji do nagrody Grammy, natomiast nie wygrał ostatecznie w żadnej kategorii. Billie Eilish zdobyła również 7. nominację do nagrody Grammy (Najlepszy występ popowy w duecie) za utwór Guess stworzony przez Charli XCX, na którym gościnnie występowała.

## Życie prywatne
Jest synestetką i jest osobą ze zespołem Tourette’a, co objawia się u niej nerwowymi tikami. Od urodzenia była wegetarianką, ale w 2014 przeszła z rodziną na weganizm.
W swojej działalności muzycznej angażuje się w ochronę środowiska. W 2020 podpisała list otwarty „Face the Climate” skierowany do światowych liderów.

## Dyskografia
- When We All Fall Asleep, Where Do We Go? (2019)
- Happier Than Ever (2021)
- Hit Me Hard and Soft (2024)

## Nagrody i nominacje
| Nagroda                      | Rok  | Nominowane dzieło                               | Kategoria                                             | Rezultat  | Przypis |
| ---------------------------- | ---- | ----------------------------------------------- | ----------------------------------------------------- | --------- | ------- |
| Nagroda Akademii (Oscar)     | 2022 | „No Time to Die”                                | Najlepsza piosenka oryginalna                         | Wygrana   | [ 101 ] |
| Nagroda Akademii (Oscar)     | 2024 | „What Was I Made For?”                          | Najlepsza piosenka oryginalna                         | Wygrana   | [ 102 ] |
| American Music Awards        | 2019 | Billie Eilish                                   | Najlepszy nowy artysta                                | Wygrana   | [ 103 ] |
| American Music Awards        | 2019 | Billie Eilish                                   | Ulubiony artysta w mediach społecznościowych          | Nominacja | [ 103 ] |
| American Music Awards        | 2019 | Billie Eilish                                   | Ulubiona artystka pop/rocka                           | Nominacja | [ 103 ] |
| American Music Awards        | 2019 | Billie Eilish                                   | Ulubiony artysta alternatywny                         | Wygrana   | [ 103 ] |
| American Music Awards        | 2019 | „Bad Guy”                                       | Najlepszy teledysk                                    | Nominacja | [ 103 ] |
| American Music Awards        | 2019 | When We All Fall Asleep, Where Do We Go?        | Ulubiony album pop/rock                               | Nominacja | [ 103 ] |
| American Music Awards        | 2020 | Billie Eilish                                   | Ulubiony artysta alternatywny                         | Nominacja | [ 104 ] |
| American Music Awards        | 2020 | Billie Eilish                                   | Ulubiony artysta w mediach społecznościowych          | Nominacja | [ 104 ] |
| Apple Music Awards           | 2019 | Billie Eilish                                   | Międzynarodowy artysta roku                           | Wygrana   | [ 105 ] |
| Apple Music Awards           | 2019 | Billie Eilish                                   | Pisarz piosenek roku                                  | Wygrana   | [ 105 ] |
| Apple Music Awards           | 2019 | When We All Fall Asleep, Where Do We Go?        | Album roku                                            | Wygrana   | [ 105 ] |
| Apple Music Awards           | 2024 | Billie Eilish                                   | Artystka Roku 2024                                    | Wygrana   | [ 106 ] |
| Billboard Music Awards       | 2020 | Billie Eilish                                   | Najlepszy artysta                                     | Nominacja | [ 107 ] |
| Billboard Music Awards       | 2020 | Billie Eilish                                   | Najlepszy nowy artysta                                | Wygrana   | [ 107 ] |
| Billboard Music Awards       | 2020 | Billie Eilish                                   | Najlepsza kobieca artystka                            | Wygrana   | [ 107 ] |
| Billboard Music Awards       | 2020 | Billie Eilish                                   | Top Billboard 200 Artist                              | Nominacja | [ 107 ] |
| Billboard Music Awards       | 2020 | Billie Eilish                                   | Top Hot 100 Artist                                    | Nominacja | [ 107 ] |
| Billboard Music Awards       | 2020 | Billie Eilish                                   | Top Streaming Songs Artist                            | Nominacja | [ 107 ] |
| Billboard Music Awards       | 2020 | Billie Eilish                                   | Najlepiej sprzedający sie artysta                     | Nominacja | [ 107 ] |
| Billboard Music Awards       | 2020 | Billie Eilish                                   | Ulubiony artysta w mediach społecznościowych          | Nominacja | [ 107 ] |
| Billboard Music Awards       | 2020 | „Bad Guy”                                       | Top Streaming Song                                    | Nominacja | [ 107 ] |
| Billboard Music Awards       | 2020 | „Bad Guy”                                       | Top Hot 100 Song                                      | Nominacja | [ 107 ] |
| Billboard Music Awards       | 2020 | „Bad Guy”                                       | Najlepiej sprzedająca się aktorka                     | Nominacja | [ 107 ] |
| Billboard Music Awards       | 2021 | Billie Eilish                                   | Najlepsza kobieca artystka                            | Nominacja | [ 107 ] |
| Brit Awards                  | 2020 | Billie Eilish                                   | Najlepsza kobieca artystka solowa                     | Wygrana   | [ 108 ] |
| Brit Awards                  | 2021 | Billie Eilish                                   | Najlepsza kobieca artystka solowa                     | Wygrana   | [ 109 ] |
| Brit Awards                  | 2022 | Billie Eilish                                   | Najlepszy artysta                                     | Wygrana   | [ 110 ] |
| Brit Awards                  | 2022 | „Happier Than Ever”                             | Międzynarodowa piosenka roku                          | Nominacja | [ 110 ] |
| Brit Awards                  | 2024 | „What Was I Made For?”                          | Międzynarodowa piosenka roku                          | Nominacja | [ 111 ] |
| Critics’ Choice Movie Awards | 2022 | „No Time to Die”                                | Najlepsza piosenka oryginalna                         | Wygrana   | [ 112 ] |
| Critics’ Choice Movie Awards | 2024 | „What Was I Made For?”                          | Najlepsza piosenka oryginalna                         | Nominacja | [ 113 ] |
| Grammy Awards                | 2020 | Billie Eilish                                   | Najlepszy nowy artysta                                | Wygrana   | [ 114 ] |
| Grammy Awards                | 2020 | When We All Fall Asleep, Where Do We Go?        | Album roku                                            | Wygrana   | [ 114 ] |
| Grammy Awards                | 2020 | When We All Fall Asleep, Where Do We Go?        | Najlepszy popowy album wokalny                        | Wygrana   | [ 114 ] |
| Grammy Awards                | 2020 | „Bad Guy”                                       | Nagranie roku                                         | Wygrana   | [ 114 ] |
| Grammy Awards                | 2020 | „Bad Guy”                                       | Piosenka roku                                         | Wygrana   | [ 114 ] |
| Grammy Awards                | 2020 | „Bad Guy”                                       | Najlepszy występ solowy pop                           | Nominacja | [ 114 ] |
| Grammy Awards                | 2021 | „Everything I Wanted”                           | Nagranie roku                                         | Wygrana   | [ 114 ] |
| Grammy Awards                | 2021 | „Everything I Wanted”                           | Piosenka roku                                         | Nominacja | [ 114 ] |
| Grammy Awards                | 2021 | „Everything I Wanted”                           | Najlepszy występ solowy pop                           | Nominacja | [ 114 ] |
| Grammy Awards                | 2021 | No Time To Die                                  | Najlepsza piosenka napisana dla mediów wizualnych     | Wygrana   | [ 114 ] |
| Grammy Awards                | 2022 | Happier Than Ever                               | Album roku                                            | Nominacja | [ 114 ] |
| Grammy Awards                | 2022 | Happier Than Ever                               | Najlepszy popowy album wokalny                        | Nominacja | [ 114 ] |
| Grammy Awards                | 2022 | „Happier Than Ever”                             | Piosenka roku                                         | Nominacja | [ 114 ] |
| Grammy Awards                | 2022 | „Happier Than Ever”                             | Nagranie roku                                         | Nominacja | [ 114 ] |
| Grammy Awards                | 2022 | „Happier Than Ever”                             | Najlepszy występ solowy pop                           | Nominacja | [ 114 ] |
| Grammy Awards                | 2022 | „Happier Than Ever”                             | Najlepszy teledysk                                    | Nominacja | [ 114 ] |
| Grammy Awards                | 2022 | Happier Than Ever: A Love Letter to Los Angeles | Najlepszy film muzyczny                               | Nominacja | [ 114 ] |
| Grammy Awards                | 2023 | „Nobody Like U”                                 | Najlepsza piosenka napisana dla mediów wizualnych     | Nominacja | [ 114 ] |
| Grammy Awards                | 2023 | Billie Eilish Live at the O2                    | Najlepszy film muzyczny                               | Nominacja | [ 114 ] |
| Grammy Awards                | 2024 | „What Was I Made For?”                          | Piosenka roku                                         | Wygrana   | [ 114 ] |
| Grammy Awards                | 2024 | „What Was I Made For?”                          | Nagranie roku                                         | Nominacja | [ 114 ] |
| Grammy Awards                | 2024 | „What Was I Made For?”                          | Najlepszy występ solowy pop                           | Nominacja | [ 114 ] |
| Grammy Awards                | 2024 | „What Was I Made For?”                          | Najlepsza piosenka napisana dla mediów wizualnych     | Wygrana   | [ 114 ] |
| Grammy Awards                | 2024 | „What Was I Made For?”                          | Najlepszy teledysk                                    | Nominacja | [ 114 ] |
| Grammy Awards                | 2024 | „Never Felt So Alone”                           | Najlepszy popowy występ w duecie (wraz z Labrinth)    | Nominacja | [ 114 ] |
| Grammy Awards                | 2025 | Hit Me Hard and Soft                            | Album roku                                            | Nominacja | [ 115 ] |
| Grammy Awards                | 2025 | Hit Me Hard and Soft                            | Najlepszy popowy album wokalny                        | Nominacja | [ 115 ] |
| Grammy Awards                | 2025 | „Birds of a Feather”                            | Piosenka roku                                         | Nominacja | [ 115 ] |
| Grammy Awards                | 2025 | „Birds of a Feather”                            | Nagranie roku                                         | Nominacja | [ 115 ] |
| Grammy Awards                | 2025 | „Birds of a Feather”                            | Najlepszy występ solowy pop                           | Nominacja | [ 115 ] |
| Grammy Awards                | 2025 | „L’Amour de Ma Vie (Over Now Extended Edit)”    | Najlepsze popowe taneczne nagranie                    | Nominacja | [ 115 ] |
| Grammy Awards                | 2025 | „Guess”                                         | Najlepszy popowy występ w duecie (wraz z Charlie XCX) | Nominacja | [ 115 ] |
| Złote Globy                  | 2022 | „No Time to Die”                                | Najlepsza piosenka oryginalna                         | Wygrana   | [ 116 ] |
| Złote Globy                  | 2024 | „What Was I Made For?”                          | Najlepsza piosenka oryginalna                         | Wygrana   | [ 117 ] |